# Amerika (discoteca)
Amerika es una discoteca argentina orientada al público LGBT, considerada una de las más grandes e importantes de su estilo en la Argentina. Se ubica en el barrio porteño de Almagro y se la considera uno de los centros bailables más populares para ese público en la Ciudad de Buenos Aires.
Fue clausurada en varias oportunidades en los últimos años, debido a las quejas por ruidos molestos y robos presentadas por los vecinos del barrio, aunque los dueños del local aseguran de que se trata de discriminación por parte de los vecinos, ya que les molesta que exista un lugar gay en el barrio.
La Comunidad Homosexual Argentina, una asociación que defiende los derechos LGBT, se vio involucrada en la reapertura de la discoteca en diciembre de 2006, tras haber permanecido cerrada cinco meses.

## Descripción
Amerika se encuentra ubicada sobre la calle Gascón 1040, en el barrio de Almagro de la ciudad de Buenos Aires. Cuenta con tres pistas bailables: Continental, Caribean y Cristal; y tiene una capacidad para 1866 personas. Funciona solamente los días viernes, sábados y domingos.

## Historia
En los años 1980 aparecía por primera vez un lugar para la concentración del público gay de la ciudad de Buenos Aires. El lugar fue llamado Experiment, y sirvió como sitio para el encuentro de gays que antes deambulaban por otras discos y lugares de la capital argentina.
Tres años después, los mismos dueños quisieron expandir el recorrido de los gais por Buenos Aires y decidieron abrir un nuevo sótano: Line, esta vez ubicado en el barrio de Palermo. Los Fabulosos Cadillacs y Los Pericos fueron algunos de los grupos que pasaron por el lugar.
En 1987, surgió la necesidad de abrir un lugar más grande, un sitio que permitiera sacar a los gais de los sótanos, que era donde se concentraban hasta ese momento, brindándoles un lugar amplio y cómodo, donde se sintieran protegidos. Bajo ese concepto surgió Bunker, una disco que hizo historia en Argentina, y permitió a los gais que llegaban a Buenos Aires encontrar la libertad que no hallaban en sus ciudades, provincias o países.
Bunker fue el primero en apoyar la causa de la lucha contra el sida, colaborando activamente con hospitales y organizando a gais porteños para recaudar fondos por esta causa. Durante sus 11 años de existencia, pasaron por ahí más de 1800 personas en cada noche de viernes y sábado. Entre ellos, algunos famosos en visitar el lugar fueron Moria Casán, Susana Giménez, Nacha Guevara, Valeria Lynch, La Veneno, Sandra Mihanovich, Cris Miró, Florencia de la V, RuPaul y Jorge Porcel .
La apertura de esta discoteca fue tan sonada que generó que se abrieran una serie de lugares nuevos en el barrio, como bares, pubs y restaurantes dedicados a la comunidad LGBT. También se abrieron comercios para atender a este tipo de público y el barrio fue ganando aceptación. En la década del '80, Barrio Norte se convirtió en un lugar predilecto para la comunidad homosexual de Buenos Aires, calidad que conserva hasta el día de hoy.
A finales de esa década, surge nuevamente la necesidad de un espacio más grande, con más libertad y que permite una mayor interacción. Por lo que en 1999 es inaugurada la discoteca Amerika, una de las más importantes de su estilo en la región y que según sus dueños: "la única consigna válida es liberarse y aceptar el frenesí de la diversión".
A finales de 2008, fue elegido como el mejor boliche de la ciudad de Buenos Aires, a través de una encuesta anual realizada por el Suplemento Si! del Diario Clarín.